# 圖帕利
51°13′47″N 24°27′12″E / 51.22972°N 24.45333°E
圖帕利（烏克蘭語：Тупали），是烏克蘭的村落，位於該國西部沃倫州，由科韋利區負責管轄，始建於1520年，面積1.47平方公里，海拔高度194米，2001年該村落人口187。